# إيدا رولف
إيدا رولف (بالإنجليزية: Ida Rolf )‏ (و. 1896 – 1979 م) هي طبيبة، وعالمة كيمياء حيوية، وكيميائية أمريكية، ولدت في ذا برونكس، توفيت في نيويورك، عن عمر يناهز 83 عاماً.

## التعليم
تعلمت في كلية الأطباء والجراحين بجامعة كولومبيا، في تخصص كيمياء حيوية، وتحصلت منها على دكتور في العلم ‏ (حتى 1920)، وجامعة كولومبيا (منذ 1917)، وكلية بارنارد، وتحصلت منها على بكالوريوس (حتى 1916).

## أعمال بارزة
من أهم أعمالها:
- تكامل هيكلي.